# Espècies reactives de l'oxigen
Les espècies reactives de l'oxigen o ROS (de l'anglès Reactive Oxidative Species) són molecules que es produïxen en les cèl·lules resultants de reaccions d'oxidació reducció incompletes on intervé l'oxigen. Aquestes espècies inclouen el peròxid d'hidrogen (H₂O₂), l'àcid hipoclorós (HClO), i radicals lliures tals com el radical oxhidril (· OH) i el radical superòxid (O₂·−). El radical de l'oxhidril és particularment inestable i reacciona ràpidament i de forma no específica amb la majoria de les molècules biològiques. Aquesta espècie es produeix del peròxid d'hidrogen en reaccions redox catalitzades per metalls com la reacció de Fenton. Aquests oxidants poden danyar les cèl·lules començant reaccions químiques en cadena tals com la peroxidació de lípids o oxidant l'ADN o proteïnes. Els danys a l'ADN poden causar mutacions i possiblement càncer si no són revertits pels mecanismes de reparació de l'ADN, mentre que els danys a les proteïnes causen la inhibició d'enzims, la desnaturalització i la degradació de proteïnes.
L'ús d'oxigen com a part del procés per a generar energia metabòlica al mitocondri produeix espècies reactives de l'oxigen. En aquest procés, l'anió de superòxid es produeix com subproducte de diversos passos en la cadena de transport d'electrons. Particularment important és la reducció del coenzim Q en el complex III, ja que un radical lliure altament reactiu es forma com intermediari (Q·−). Aquest intermediari inestable pot conduir a una pèrdua d'electrons quan aquests salten directament a l'oxigen molecular i formen l'anió superòxid en comptes de desplaçar-se amb la sèrie de reaccions ben controlades de la cadena de transport d'electrons. En un sistema similar de reaccions en plantes les espècies reactives de l'oxigen també es produïxen durant la fotosíntesi sota condicions d'alta intensitat lumínica. Aquest efecte és compensat en part per la implicació de carotenoides en la fotoinhibició, el que implica que aquests antioxidants reaccionen amb les formes sobre-reduïdes dels centres de reacció fotosintètics i de tal manera prevenen la producció de superòxid Un altre procés que produeix espècies reactives de l'oxigen és l'oxidació lipídica que té lloc a conseqüència de la producció d'icosanoides. No obstant això, les cèl·lules estan proveïdes de mecanismes que prevenen oxidacions innecessàries. Els enzims oxidatius d'aquestes rutes biosintètiques estan coordinades i són altament regulades.
Una paradoxa en el metabolisme és que mentre que la gran majoria de la vida complexa requereix l'oxigen per a la seva existència, l'oxigen és una molècula altament reactiva que danya als éssers vius produint espècies reactives de l'oxigen. Per tant, els organismes posseeixen un complex sistema de metabòlits i enzims antioxidants que actuen conjuntament per a prevenir el dany oxidatiu dels components cel·lulars tals com l'ADN, proteïnes i lípids, i reparar en últim terme les alteracions causades per aquestes espècies. Generalment els sistemes antioxidants eviten que aquestes espècies reactives siguin formades o les eliminen abans que puguin danyar els components vitals de la cèl·lula.